# Niphargus jugoslavicus
Niphargus jugoslavicus is een vlokreeftensoort uit de familie van de Niphargidae. De wetenschappelijke naam van de soort is voor het eerst geldig gepubliceerd in 1982 door G. Karaman.